# كاترينا هاكر
كاترينا هاكر (بالألمانية: Katharina Hacker)‏ (و. 1967 – م) هي مترجمة، وكاتبة من ألمانيا . ولدت في فرانكفورت.

## جوائز
حصلت على جوائز منها:
- German Book Prize (2006).

## روابط خارجية
- كاترينا هاكر على موقع IMDb (الإنجليزية)
- كاترينا هاكر على موقع مونزينجر (الألمانية)
- كاترينا هاكر على موقع كينوبويسك (الروسية)
- كاترينا هاكر على موقع كينوبويسك (الروسية)